# 보신각
보신각(普信閣)은 서울특별시 종로구 관철동에 있는 전통 2층 한옥 누각이다. 보신각종을 걸어 놓기 위해 만든 것으로 정면 5칸, 측면 4칸의 구조로 되어 있다. 1396년(조선 태조 5년) 창건했다가, 1869년(조선 고종 6년), 1979년 8월에 재건했다. 보신각 터(普信閣 터)라는 명칭으로 1997년 11월 10일에 서울특별시 기념물 제10호로 지정되었다.

## 역사

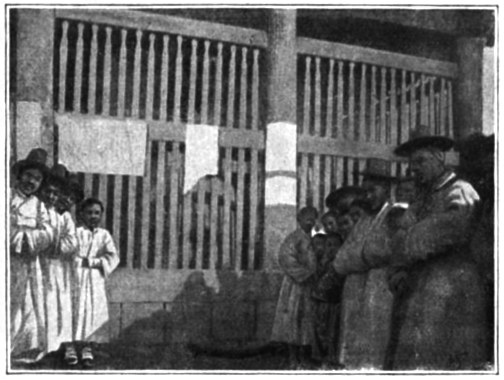
1900년 보신각의 모습

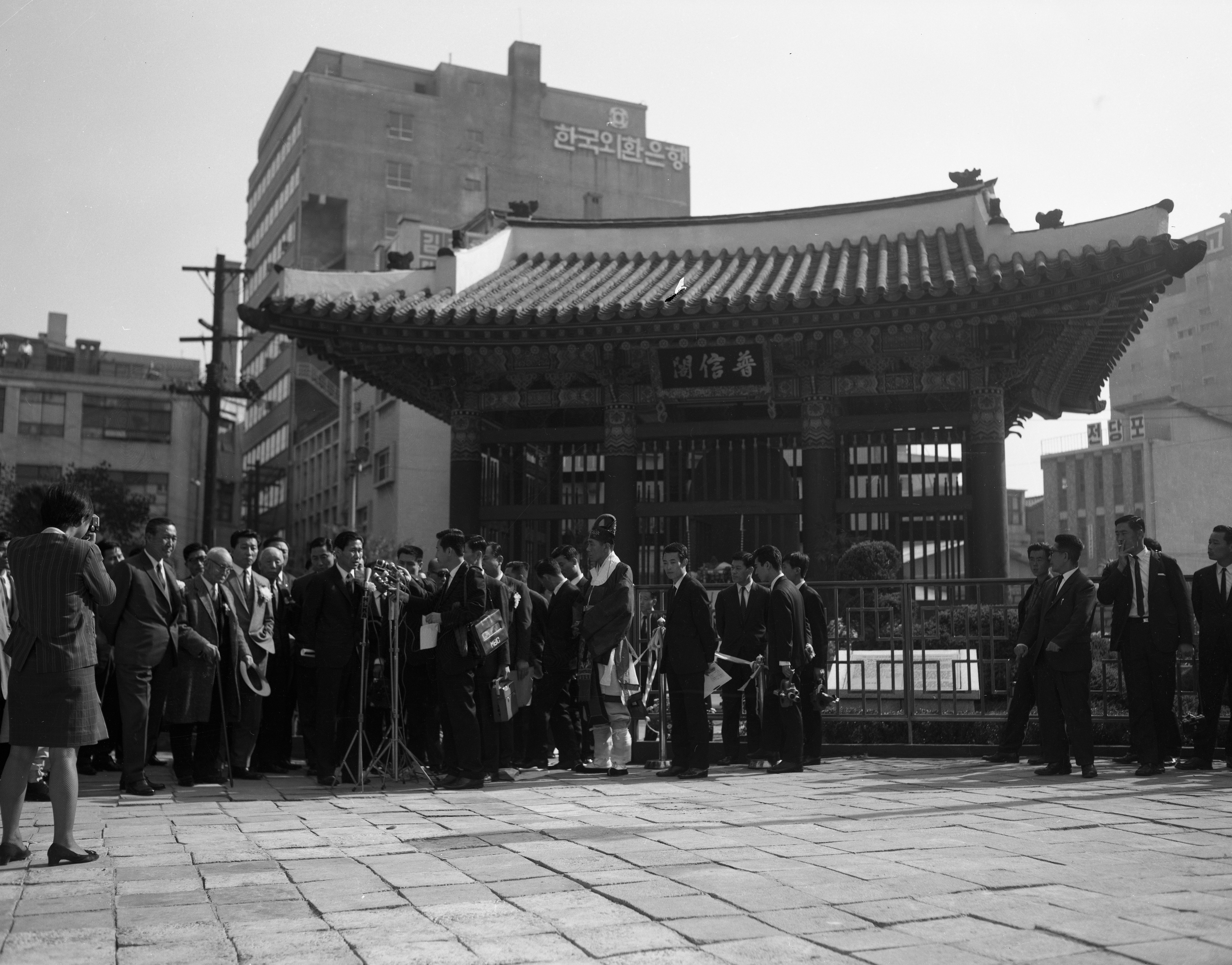
1968년 10월 단청 새칠 및 보수공사 준공식

1985년 8월 보신각 새 종 수송식

조선 시대 때 한양에 종을 처음 건 것은 1398년(태조 7년)으로, 광주에서 주조한 종을 청운교 서쪽 종루에 걸었다. 1413년(태종 13년)에 종루를 통운교(지금의 종로네거리)로 옮기고 1458년(세조 4년)에는 새로운 종을 주조하여 달았으나 임진왜란으로 종루는 소실되고 종도 파괴되었다. 그 후 1619년(광해군 11년)에 종각을 다시 짓고 종을 걸었는데 이때 세운 종각은 임진왜란 전의 2층 종루가 아니고 1층 종각이었으며 여기에 건 종은 명례동(지금의 명동 인근) 고개에 있었던 것을 옮겨왔다고 한다.
보신각종은 본래 원각사에 있던 종으로 세조 때에 주조한 것인데 1536년(중종 31년)에 숭례문 안으로 옮겨 놓았다가 1597년(선조 30년) 명례동 고개로 옮겼던 것을 광해군 때 종각을 복구하면서 이전한 것이다. 그 후 조선 후기까지 4차례나 화재와 중건이 있다가 1895년(고종 32년)에 종각에 '보신각'이란 편액이 걸린 이후 종도 보신각종이라 부르게 되었다. 6·25전쟁으로 종각이 파손된 것을 1953년 중건하였다가 1979년 다시 철근 콘크리트 구조의 2층 종루로 복원하였고, 원래의 종을 보존하기 위해 1985년에 새로운 종을 주조하여 지금에 이른다.

## 현재
보신각의 편액은 보신각이라는 명칭을 직접 명명한 고종 황제가 친히 휘호한 현판이었으나, 한국전쟁(6·25 전쟁) 중 소실되었다. 현재 걸려 있는 편액은 1953년 보신각이 중건될 당시 새로 제작된 것으로, 그 글씨는 이승만 대통령이 직접 쓴 것이다. 1979년 지금의 모습으로 복원된 보신각은 서울을 대표하는 전통 목조건축물로 널리 알려져 있다.
매년 양력 1월 1일 자정에 거행되는 ‘제야의 종’ 타종 행사는 대한민국을 대표하는 새해맞이 행사로, 이때 보신각종은 상징적으로 33회 타종된다. 이 행사에는 매년 수많은 시민이 보신각 앞에 운집하며, 서울의 대표적인 연례 행사로 자리 잡았다. 타종식에는 서울특별시장, 서울의회의장, 서울교육감, 서울지방경찰청장, 종로구청장이 정례적으로 참석하며, 서울특별시 홈페이지 등을 통해 추천된 다양한 분야의 시민 대표 11인이 함께 참여한다.
보신각 타종 행사는 12월 31일 제야의 종 타종 외에도 3월 1일 삼일절, 8월 15일 광복절 등 주요 국경일 낮 12시에 기념 타종의 형태로 진행되며, 2013년 2월 25일 0시에는 박근혜 대통령의 취임을 기념하는 특별 타종이 거행된 바 있다. 또한, 2009년 한 해 동안은 서울특별시청 주관 하에 매일 낮 12시에 시민 타종 체험 행사가 운영되기도 하였다.
한편, 2020년부터는 코로나바이러스감염증-19의 세계적 유행으로 인하여, 1953년 중건 이후 단 한 번도 중단된 적 없던 제야의 종 타종 행사가 처음으로 취소되었으며, 사전 녹화된 영상을 온라인 영상 플랫폼 및 가상현실(VR) 등을 통해 송출하는 비대면 행사로 대체되었다. 이후 2022년 사회적 거리두기가 전면 해제됨에 따라, 3년 만에 다시 오프라인 형식의 타종 행사가 재개되었다.

## 타종행사 중계

### 삼일절,광복절
- 2019년까지는 해당 행사가 중계되지 않았으며, 2022년 광복절부터는 보도전문채널과 온라인 스트리밍 채널을 통해 실황 중계가 이루어지고 있다.
- 한편, 2020년부터 2022년 삼일절까지는 코로나19 확산 우려로 인해 타종 행사가 개최되지 않았다.

### 제야의 종
- 매년 12월 31일 《가는 해 오는 해》(송구영신) 방송을 통해 자정을 앞둔 서울 보신각 현장에서 아나운서가 실황 중계를 진행한다.
- 1953년 재건을 시작으로 라디오 방송을 개시하였다.
- 1994년부터는 타종식 직전에 카운트다운을 외치는 전통이 시작되었으며, 소음이 작을 경우에는 "하나, 둘… 땡"과 같은 형식으로 진행되었다. 이후 1999년부터는 자정 10초 전부터 아나운서의 멘트와 함께 "10, 9, 8, 7, 6, 5, 4, 3, 2, 1… 땡"이라는 카운트다운이 정착되어 현재까지 이어지고 있다.
- 1999년에는 광화문 세종대로에서 대한민국 새천년준비위원회 주관으로 열린 《새천년맞이 국민대축제》의 생중계를 통해 보신각 제야의 종 타종 장면이 방송되었다.
- 2020년과 2021년에는 코로나19 범유행에 따른 우려로 인해 사전 촬영된 타종 영상이 송출되었다.
- 2022년부터는 사회적 거리두기 전면 해제 이후 오프라인 행사 형식으로 다시 개최되었다.
- 해당 행사는 매년 KBS 1TV와 KBS 제1라디오(수중계), YTN, 연합뉴스TV, 아리랑국제방송 등을 통해 TV 및 라디오로 시청할 수 있으며, 온라인 방송은 유튜브 〈라이브서울〉 채널 등 여러 플랫폼을 통해 생중계된다.
  - 미디어재단 TBS는 2023년까지 중계에 참여하였다.

## 타종 참여자
1953년에 타종 행사를 시작하여, 각계 서울시장과 서울시의회의장, 서울지방경찰청장, 서울교육감 등이 타종 행사에 참석하고 있으나, 1994년부터 각계 시민 대표가 타종 행사에 참여하고 있다.

### 1990년대
| 년도        | 공직 & 지자체 인물                                                                                            | 시민 대표 인물 | 비고 |
| ----------- | --- | --- | ---- |
| 1993-94년   | - 서울시장 : 이원종 - 서울시의장 : 백창현 - 서울경찰청장 : 이기태 - 서울시교육감 : 이준해                     | - 시민 대표 1백10여명 |      |
| 1999-2000년 | - 서울시장 : 고건 - 서울시의장 : 최종오 - 서울경찰청장 : 윤웅섭 - 서울시교육감 : 유인종 - 종로구청장 : 정흥진 | - 시민 대표자 : 임권택, 황영조, 김혜영, 전방이, 권나원, 황보경, 최재웅, 황은혜, 서유태, 석봉기, 조용애, 박덕경, 유한샘, 김상영, 조규환 |      |

### 2000년대
| 년도      | 공직 & 지자체 인물                                                                                              | 시민 대표 인물 | 비고 |
| --------- | --- | --- | ---- |
| 2003-04년 | - 서울시장 : 이명박 - 서울시의장 : 이성구 - 서울경찰청장 : 이근표 - 서울시교육감 : 유인종 - 종로구청장 : 김충용 | - 시민 대표자 : 박용성, 패티김, 유인촌, 강타, 박지은, 아하바 마틴, 리보 파라고, 야세르 핫산 엘사이에드, 모나켈리, 까리나 알렉산드로브나, 이문일, 양지혜, 배일도, 김자연, 김충용 |      |

### 2010년대
| 년도      | 공직 & 지자체 인물                                                                                              | 시민 대표 인물 | 비고 |
| --------- | --- | --- | ---- |
| 2013-14년 | - 서울시장 : 박원순 - 서울시의장 : 김명수 - 서울경찰청장 : 강신명 - 서울시교육감 : 문용린 - 종로구청장 : 김영종 | - 시민 대표자 : 정미선, 황진규, 김호진, 김인배, 정려홍, 최병섬, 따루 살미넨, 남은채, 손대현, 권해효, 차두리           |      |
| 2014-15년 | - 서울시장 : 박원순 - 서울시의장 : 박래학 - 서울경찰청장 : 구은수 - 서울시교육감 : 조희연 - 종로구청장 : 김영종 | - 시민 대표자 : 이창영, 이귀환, 김효진, 고아라, 김철수, 장영자, 육주환, 김윤구                                        |      |
| 2015-16년 | - 서울시장 : 박원순 - 서울시의장 : 박래학 - 서울경찰청장 : 이상원 - 서울교육감 : 조희연 - 종로구청장 : 김영종   | - 시민 대표자 : 정경용, 김지나, 성태숙, 이해응, 정부남                                                                |      |
| 2016-17년 | - 서울시장 : 박원순 - 서울시의장 : 양준욱 - 서울경찰청장 : 김정훈 - 서울교육감 : 조희연 - 종로구청장 : 김영종   | - 시민 대표자 : 안광범, 길원옥, 장혜진, 전명선, 경봉식, 박기범                                                        |      |
| 2017-18년 | - 서울시장 : 박원순 - 서울시의장 : 양준욱 - 서울경찰청장 : 이주민 - 서울교육감 : 조희연 - 종로구청장 : 김영종   | - 시민 대표자 : 이용수, 박은정, 김혜연, 곽경배, 박무진, 한현민, 나호선, 신종균, 강형욱, 서은송                        |      |
| 2018-19년 | - 서울시장 : 박원순 - 서울시의장 : 신원철 - 서울경찰청장 : 원경환 - 서울시교육감 : 조희연 - 종로구청장 : 김영종 | - 시민 대표자 : 한완상, 김수욱, 김삼열, 김예원, 전기욱, 이국종, 김신열, 하예나, 디미트리스 실라키스, 신의현, 이상화   |      |
| 2019-20년 | - 서울시장 : 박원순 - 서울시의장 : 신원철 - 서울경찰청장 : 이용표 - 서울시교육감 : 조희연 - 종로구청장 : 김영종 | - 시민 대표자 : 강영구, 이철우, 미하엘 라이터러, 한병준, 이수정, 이하은, 박미경, 김동현, 이서윤, 신다은, 류현진, 펭수 |      |

### 2020년대
| 년도      | 공직 & 지자체 인물                                                                                              | 시민 대표 인물 | 비고  |
| --------- | --- | --- | ----- |
| 2021-22년 | - 서울시장 : 오세훈 - 서울시의장 : 김인호 - 서울경찰청장 : 이용표 - 서울시교육감 : 조희연                       | - 시민 대표자: 안산, 오영수, 이영지 | [ 1 ] |
| 2022-23년 | - 서울시장 : 오세훈 - 서울시의장 : 김현기 - 서울경찰청장 : 김광호 - 서울시교육감 : 조희연 - 종로구청장 : 정문헌 | - 자유·평화 : 구숙정 - 시민·안전 : 김준경, 최영진 - 복지·봉사 : 김동준, 응우옌티땀띵 - 과학 : 이상률 - 문화예술방송 : 정은혜 - 시정홍보 : 김태균 - 국위선양 : 조규성, 박지원                                                                   |       |
| 2023~24년 | - 서울시장 : 오세훈 - 서울시의장 : 김현기 - 서울시교육감 : 조희연 - 종로구청장 : 정문헌                         | - 시민 대표자: 윤도일, 김민영, 박상우, 박강민, 백남문, 故 주석중 의사 유가족, 골든캡슐팀, 김정자, 홍린경, 조희숙, 이창춘, 알비올 안드레스, 장엘리나, 키카 킴(Kika Kim), 크리스텔 풀가, 아누시카센, 켐(Kem), 카산드라 뱅크슨(Cassandra Bankson) |       |
| 2024~25년 | ― | - 시민 대표자: 고두심, 곽경희, 김기탁, 김성근, 신경순, 원샷한솔, 박준현, 김춘심, 이승기, 소울해치(마스코트) |       |

## 역대 타종 사진

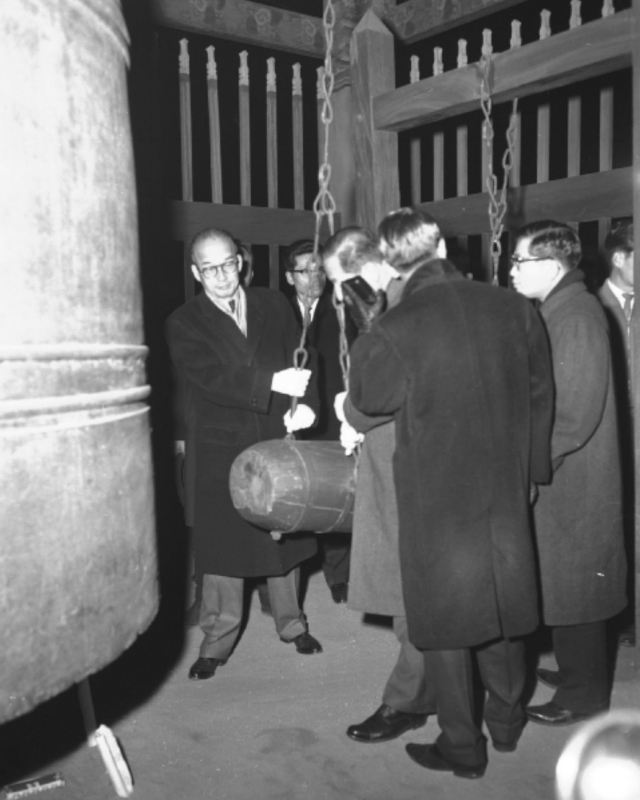
1963년 제야의 종
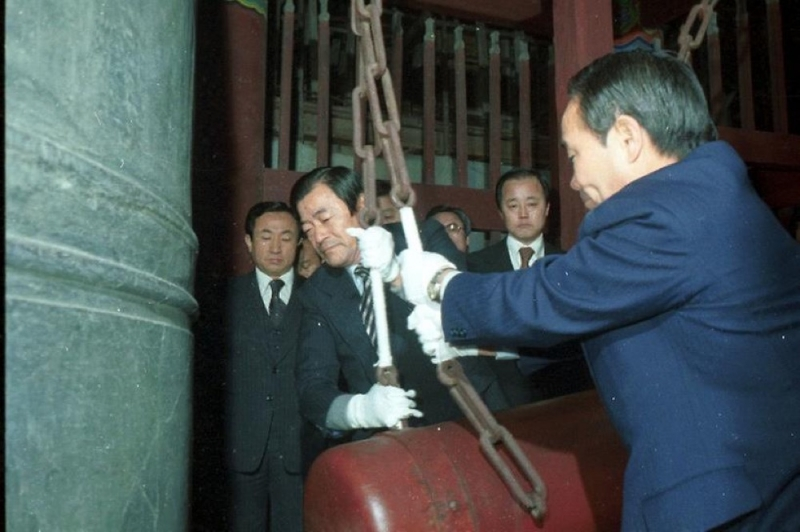
1979년 제야의 종
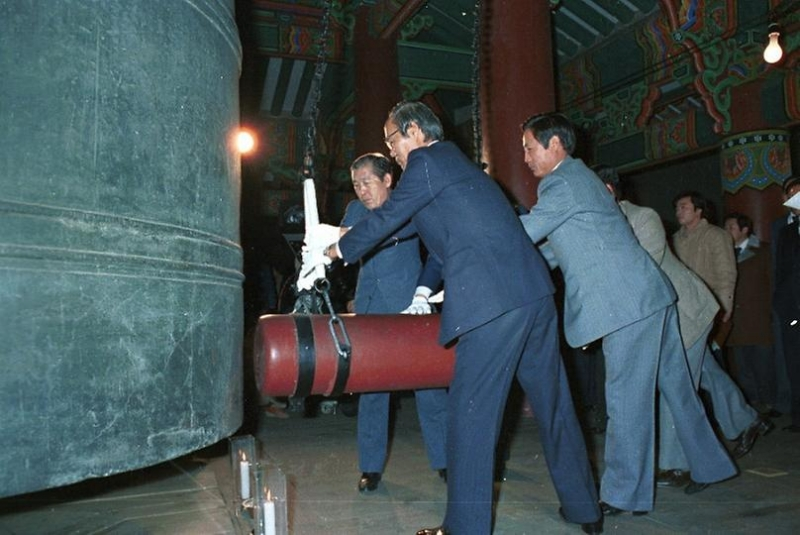
1982년 제야의 종
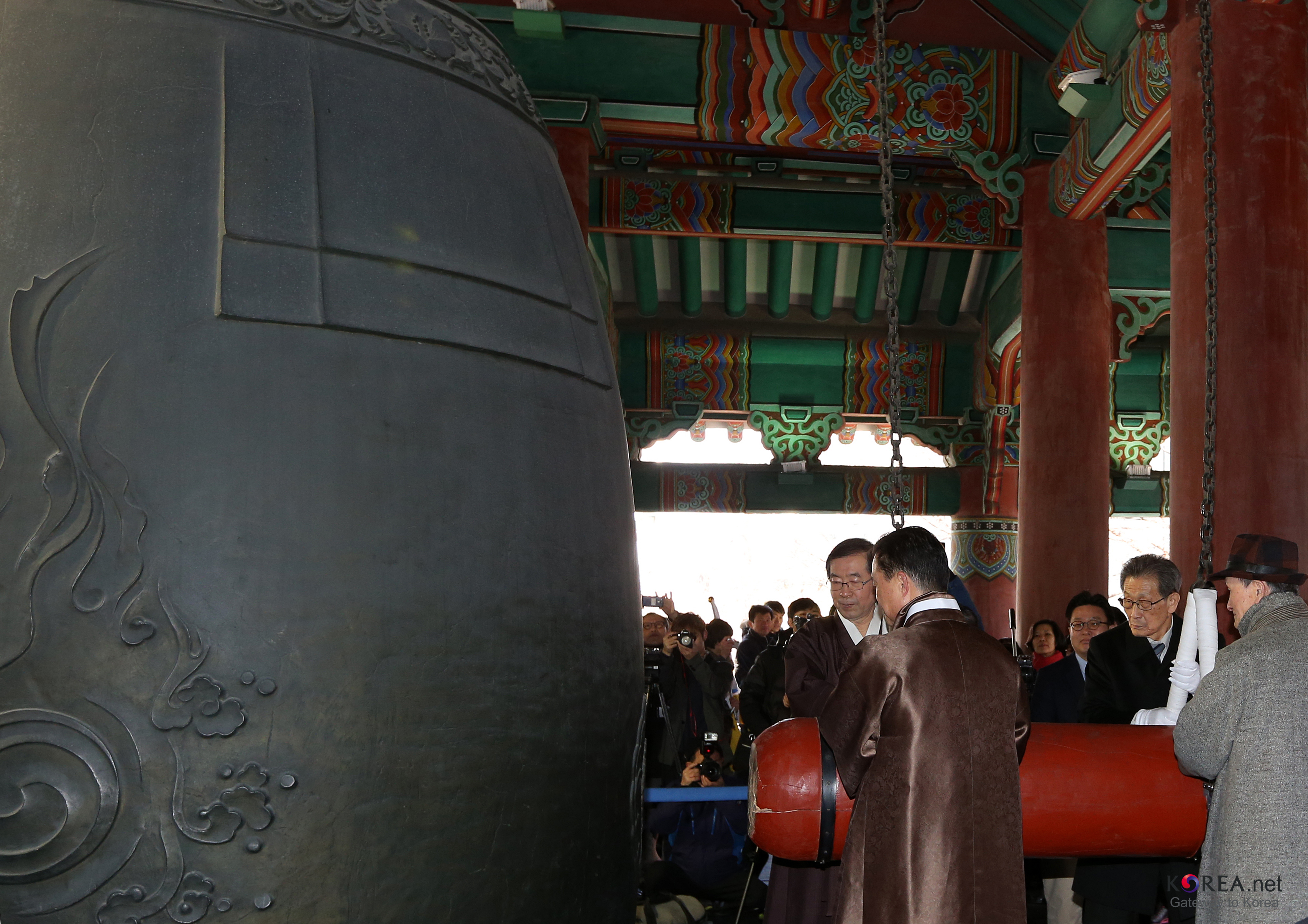
2013년 삼일절
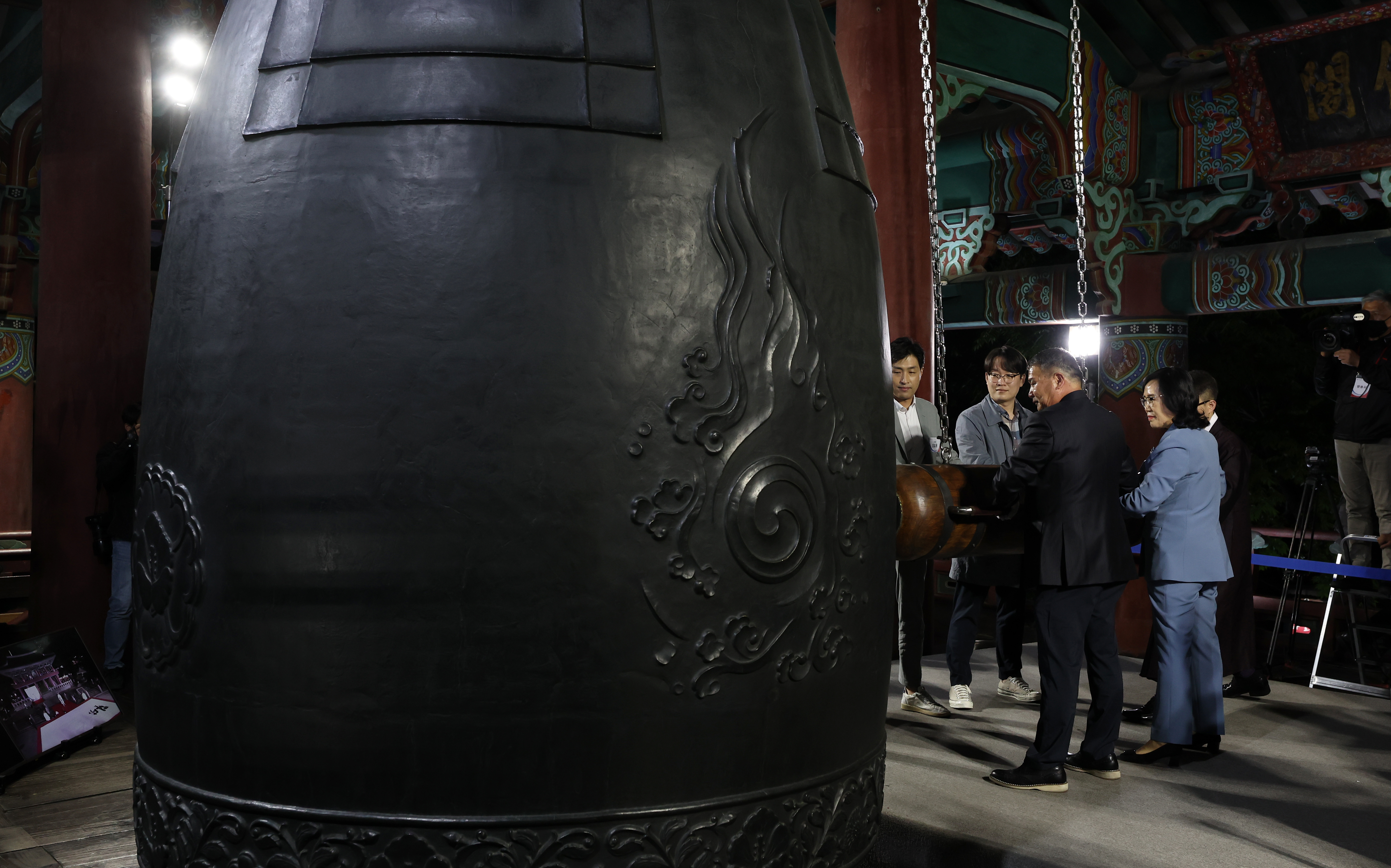
2022년 윤석열 대통령 취임식

## 교통
- ● 수도권 전철 1호선 종각역
- ● 수도권 전철 3호선 종로3가역
- ● 서울 지하철 2호선 을지로입구역
- ● 수도권 전철 5호선 광화문역

## 미디어
- 영화 《시간이탈자》의 오프닝을 장식한 보신각 제야의 종을 행사하는 장면이 나온다.

## 같이 보기
- 옛 보신각 동종